# Subsecretaría de Seguridad Pública de Chile
La Subsecretaría de Seguridad Pública (SSP) es una subsecretaría de Estado chilena dependiente del Ministerio de Seguridad Pública, la cual es el órgano de colaboración inmediata del ministro en el diseño, coordinación, implementación y evaluación de políticas públicas relativas a la seguridad pública, el orden público, crimen organizado, etc, sin perjuicio del ejercicio de otras atribuciones que el ministro le delegue o encargue. 
Asimismo, es el organismo de colaboración encargado de ejercer aquellas funciones y atribuciones que le corresponden al Ministerio respecto de las Fuerzas de Orden y Seguridad Pública. Para el cumplimiento de lo anterior, la Subsecretaría de Seguridad Pública tiene a su cargo la gestión de la totalidad de los planes y programas del Ministerio en relación con las materias señaladas. Asimismo, le corresponde la coordinación de las acciones que los organismos de la Administración del Estado desarrollen en este ámbito, de manera de propender a su debida coherencia y a la eficiencia en el uso de los recursos.
Fue creada durante el Gobierno de Gabriel Boric, el 1 de abril de 2025, mediante la ley N.° 21.730 que crea el nuevo Ministerio de Seguridad Pública, separando las funciones de mantener orden público del Ministerio del Interior.

## Funciones
La Subsecretaría de Seguridad Pública cuenta con una serie de funciones y atribuciones:
- Diseñar y proponer al Ministro o a la Ministra las políticas, planes y programas, en las materias de su competencia, así como implementarlos y evaluarlos. Los resultados de dichas evaluaciones serán puestos en conocimiento del Ministro o Ministra, quien en virtud de ellos podrá definir la continuación, modificación o término de los respectivos planes y programas.

- Coordinar las acciones de los ministerios y de los servicios públicos que se relacionen con materias de su competencia.

- Celebrar acuerdos o convenios con instituciones públicas o privadas, incluyendo las municipalidades y gobiernos regionales, en el ámbito de sus respectivas competencias.

- Asesorar y colaborar con el Ministro o la Ministra en el ejercicio de la función de resguardo fronterizo.

- Asesorar y colaborar con el Ministro o Ministra en la formulación, diseño y evaluación de las políticas y estrategias nacionales tendientes a prevenir y combatir el crimen organizado nacional y transnacional, el narcotráfico y las conductas terroristas, para lo cual coordinará y promoverá el trabajo conjunto con la Agencia Nacional de Inteligencia, las Fuerzas de Orden y Seguridad Pública y los demás organismos competentes en la materia, y someterá a aprobación del Ministro o Ministra su evaluación.

- Asesorar y colaborar con el Ministerio en el control y supervisión de las Fuerzas de Orden y Seguridad Pública.

- Asesorar y colaborar con el Ministro o la Ministra en el ejercicio de la función de ciberseguridad que le corresponde al Ministerio.

- Mantener actualizado el registro especial establecido en el Título V de la ley N° 20.000, que sustituye la ley N° 19.366, que sanciona el tráfico ilícito de estupefacientes y sustancias sicotrópicas.

- Encargar la realización de estudios e investigaciones sobre las materias de su competencia.

- Capacitar regularmente al personal del Ministerio en materias relativas a su competencia.

- Solicitar informes a cualquier órgano de la Administración del Estado en materias de su competencia, de acuerdo con lo prescrito en la ley N° 19.880, que establece bases de los procedimientos administrativos que rigen los actos de los órganos de la Administración del Estado.

- Cooperar con el Ministerio Público en la coordinación, diseño e implementación de estrategias que faciliten la persecución penal, considerando su autonomía y atribuciones.

- Velar por la seguridad y orden público en el territorio de la República, y en la generación de las condiciones necesarias para su restablecimiento, mediante la coordinación interinstitucional, la gestión eficiente de los recursos y la colaboración entre los distintos niveles territoriales, para el logro de los objetivos.

- Asesorar y colaborar con el Ministro o Ministra, en coordinación con la Subsecretaría de Prevención del Delito, en la elaboración, implementación, supervisión, coordinación, actualización y evaluación de la Política Nacional de Seguridad Pública, en el ámbito de sus competencias, para lo cual deberá coordinar las acciones sectoriales e intersectoriales en dicha materia.

- Administrar y desarrollar sistemas de tratamiento de datos y elaborar estadísticas, de conformidad con lo establecido en el artículo 5°, en el ámbito de sus competencias. Asimismo, en base a dicha información y estadísticas, deberá efectuar análisis, en coordinación con los demás órganos de la Administración del Estado, sobre los desafíos y riesgos que digan relación con las competencias del Ministerio.

- Las demás funciones y atribuciones que la Constitución y las leyes le encomienden.

La Subsecretaría además deberá supervisar las políticas de personal de las Fuerzas de Orden y Seguridad Pública, las que deberán considerar medidas para su desarrollo profesional y una política de igualdad. Asimismo, elaborará los decretos, resoluciones, órdenes ministeriales y oficios relativos a nombramientos, ascensos, retiros, renuncias, destinaciones, comisiones de servicio al extranjero y, en general, todos aquellos actos administrativos orientados a la resolución sobre solicitudes, beneficios u otros asuntos que interesen al personal de las instituciones de Orden y Seguridad Pública, en servicio activo, a las personas en situación de retiro y a sus familias.

## Estructura
De ésta Subsecretaría dependen:
- Secretarías regionales ministeriales de Seguridad Pública
  - Departamentos Provinciales de Seguridad Pública

## Lista de subsecretarios
- Partidos:

     – Independiente (Ind.)
     – Frente Amplio (FA)
| N°. | Subsecretario | Subsecretario           | Partido | Inicio             | Final       | Presidente | Presidente         |
| --- | ------------- | ----------------------- | ------- | ------------------ | ----------- | ---------- | ------------------ |
| 1   |               | Rafael Collado González | FA      | 1 de abril de 2025 | en el cargo |            | Gabriel Boric Font |